# Штегнер, Юлия
Юлия Штегнер, также Джулия Стегнер (нем. Julia Stegner; родилась 2 ноября 1984, Мюнхен) — немецкая модель.
С семи лет в качестве ребёнка-модели появляется в различных каталогах детской одежды в Германии, параллельно занимается танцами, в общей сложности посвятила танцам девять лет. В школе начинает занимать баскетболом чему способствовал высокий рост. В 14 лет во время проведения пивного фестиваля «Октоберфест» в Мюнхене, попадает на глаза модельному агенту, который предлагает ей работу. Первым агентством Юлии стало английское «Tilla Lindig», имевшее офис в Мюнхене.
По окончании школы планировала поступить на учётно-экономический факультет и стать бухгалтером, однако выбрала карьеру модели и переехала в Париж, подписав контракт с агентством «Supreme Management». Через четыре месяца открывала шоу Ива Сен-Лорана осенью 2003 года, в том же году её фотография была на обложках журнала «Vogue» для французского, итальянского, немецкого и японского издания. В 2004 году она уже работает с «Dior», «Dolce & Gabbana», «Ralph Lauren», «Celine», «Yves Saint Laurent», «Hugo Boss», «Anna Sui», «Shiatzy Chen», «Lanvin», «Gucci», «Versace» и «Valentino». С 2005 года неизменно участвует в итоговом показе компании «Victoria’s Secret». В различные годы позировала для календаря «Pirelli». В 2008 году она становится лицом «Maybelline» и «Gianfranco Ferré», а в 2009 году — новым лицом «Mercedes Benz».
Живёт в Нью-Йорке, является послом доброй воли ЮНИСЕФ.